# Пи Близнецов
Пи Близнецов (лат. π Geminorum), 80 Близнецов (лат. 80 Geminorum) — предположительно двойная звезда в созвездии Близнецов на расстоянии приблизительно 652 световых лет (около 200 парсеков) от Солнца. Видимая звёздная величина звезды — +5,14m.

## Характеристики
Первый компонент — красный гигант спектрального класса M1IIIa. Радиус — около 56 солнечных, светимость — около 1007 солнечных. Эффективная температура — около 3900 К.
Предположительный второй компонент системы удалён на 21 угловую секунду, является источником рентгеновского излучения, что обнаружилось при работе немецкой рентгеновской лаборатории ROSAT.